# Los olvidados
Los olvidados is een Mexicaanse misdaadfilm uit 1950 onder regie van Luis Buñuel. De film werd destijds in Nederland uitgebracht onder de titel Zij die vergeten worden.

## Verhaal
De kleine Pedro groeit op in de sloppenwijken van Mexico-Stad. Hij maakt er kennis met El Jaibo, die deel uitmaakt van een gewelddadige jeugdbende. Ze plegen geen misdaden voor het geld, maar scheppen er gewoonweg plezier in om anderen te zien lijden.

## Rolverdeling
| Acteur             | Personage        |
| ------------------ | ---------------- |
| Estela Inda        | Moeder van Pedro |
| Miguel Inclán      | Don Carmelo      |
| Alfonso Mejía      | Pedro            |
| Roberto Cobo       | El Jaibo         |
| Alma Delia Fuentes | Meche            |
| Francisco Jambrina | Schoolhoofd      |
| Jesús García       | Vader van Julián |
| Efraín Arauz       | Cacarizo         |
| Sergio Virel       | Bendelid         |
| Jorge Pérez        | Pelón            |
| Javier Amézcua     | Julián           |
| Mário Ramírez      | Ojitos           |